# خيطاء ساعية
 الخيطاء الساعية (بالإنجليزية: Dirofilaria repens)‏ هي نوع من الديدان الأسطوانية.
- يمكن أن تسبب أمراض للإنسان.[2][3]